# ゴールドジョージ
ゴールドジョージは、日本のお笑いコンビ。2014年12月に結成し、現在はフリーで活動している。ギャンブルを題材としたネタや、破天荒な私生活を活かしたトークで知られる。

## メンバー

### ジョージ
- 本名：水越 譲治（みずこし じょうじ）
- 生年月日：1984年9月11日
- 出身地：愛知県刈谷市
- 血液型：B型
- 身長：173cm
- 学歴：日本福祉大学卒業
- 趣味：競馬、パチスロ、麻雀、キャンプ、キャンドル作り
- 特技：人へのヨイショ、人におごること

### なめ
- 本名：非公開
- 生年月日：1984年9月17日
- 出身地：京都府
- 経歴：元サッカー香川県国体選抜選手。

## 略歴
ジョージは、ヒューマンアカデミーお笑い芸人養成講座11期生として芸人活動を開始。2008年6月に「にじむピンク」を結成し、2014年11月に解散。同年12月、なめと共に「ゴールドジョージ」を結成。
結成当初は浅井企画に所属していたが、2022年5月1日付で退所し、以降はフリーで活動している。M-1グランプリなどの賞レースに出場し、ギャンブルを題材としたネタやジョージの破天荒な私生活を活かしたトークで注目を集めている。
2021年には、Youtuberヒカルが主催するギャンブル系バラエティ番組『下剋上～人生最後の一攫千金～』に出演し、見事優勝する。これによりギャンブル界隈での知名度を大きく上げた。

## 出演

### テレビ番組
- テレビ東京『一夜づけ』
- TBSチャンネル1『NMB48須藤凜々花の麻雀ガチバトル! りりぽんのトップ目とったんで!』
- BSフジ『イチオシ大予想TV「馬キュン!」』

## 書籍
- 『（仮）カジノ王に俺はなる ～風俗ボーイ、闇金デビュー、仮想通貨バブルからのドロップキック～』